# Chandragadhi
Chandragadhi is een dorpscommissie (Engels: village development committee, afgekort VDC; Nepalees: panchayat) in het zuidoosten van Nepal, en tevens de hoofdplaats van het district Jhapa. De dorpscommissie telde bij de volkstelling in 2001 16.052 inwoners, in 2011 18.949 inwoners.